# Tư lệnh Tập đoàn quân bậc 2

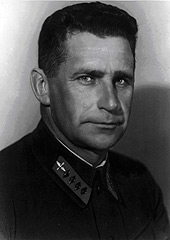
Tư lệnh Tập đoàn quân bậc 2 Yakov Alksnis.

Tư lệnh Tập đoàn quân 2 (tiếng Nga: командарм 2-го ранга) là một cấp bậc quân sự trong Lực lượng vũ trang Liên Xô trong giai đoạn 1935 đến 1940. Cấp bậc này được phong cho các quân nhân cao cấp chỉ huy biên chế cấp tập đoàn quân (XXXX).
Cho đến năm 1940, đây là cấp bậc quân sự cao thứ ba của Hồng quân và có thể được xếp hạng tương đương OF-9a trong NATO. Nó tương đương với cấp bậc Chính ủy Tập đoàn quân bậc 2 (tiếng Nga: Армейский комиссар 2-ого ранга) của các sĩ quan chính trị, Chỉ huy Hạm đội bậc 2 (tiếng Nga: Флагман флота 2-ого ранга) trong hải quân, hoặc Ủy viên An ninh nhà nước bậc 2 (tiếng Nga: Комиссар государственной безопасности 2-ого ранга}) Với việc thành lập lại cấp bậc tướng lĩnh, cấp bậc Tư lệnh Tập đoàn quân đã bị bãi bỏ. Phần lớn các sĩ quan mang cấp bậc này được chuyển đổi sang bậc Trung tướng (OF-7), một số được nhận cấp Thượng tướng (OF-8), thậm chí Đại tướng Lục quân (OF-9b).

## Lịch sử
Khi Hồng quân thành lập, hệ thống cấp hiệu và cấp bậc thời Quân đội Đế quốc Nga hoàn toàn bị bãi bỏ. Tuy nhiên, một hệ thống cấp bậc quân sự thay thế đã được Ban chấp hành trung ương Liên Xô và Hội đồng Dân ủy đặt ra vào ngày 22 tháng 9 năm 1935.
Theo đó, hệ thống cấp bậc của các sĩ quan cao cấp tương đương tướng lĩnh như sau:
- Lữ đoàn trưởng (Комбриг): chỉ huy cấp Lữ đoàn
- Sư đoàn trưởng (Комдив): chỉ huy cấp Sư đoàn
- Quân đoàn trưởng (Комкор): chỉ huy cấp Quân đoàn
- Tư lệnh Tập đoàn quân bậc 2 (Командарм 2-го ранга): chỉ huy cấp Tập đoàn quân
- Tư lệnh Tập đoàn quân bậc 1 (Командарм 1-го ранга): chỉ huy cấp Phương diện quân hoặc tương đương.
- Nguyên soái Liên Xô (Маршал Советского Союза): cấp bậc danh dự dành cho các sĩ quan cao cấp nhất.

Năm 1940, hệ thống cấp bậc trên được thay thế bằng hệ thống cấp bậc tướng lĩnh (trừ cấp bậc Nguyên soái Liên Xô). Cấp bậc Tư lệnh Tập đoàn quân bậc 2 cũng được chuyển đổi sang các cấp bậc tướng lĩnh tương đương. Hệ thống cấp hiệu cũng được thay thế và sử dụng cho đến năm 1943.
Vào năm 1935, có cả thảy 10 quân nhân cao cấp được phong cấp bậc Tư lệnh Tập đoàn quân bậc 2. Tuy nhiên, đến cuối năm, tất cả 10 người đã bị xử tử. Vào cuối thập niên 1930, số lượng sĩ quan cấp Tư lệnh Tập đoàn quân bậc 2 đã tăng lên 21 người. Với việc phục hồi cấp bậc tướng lĩnh năm 1940, 12 Tư lệnh Tập đoàn quân bậc 2 đã được chuyển đổi sang cấp Trung tướng (OF-7), 7 chuyển sang cấp Thượng tướng (OF-8), và 2 được thăng lên Đại tướng (OF-9).

## Cấp hiệu

Cấp hiệu cổ áo (loại lớn)
Cấp hiệu cổ áo (loại nhỏ)
Phù hiệu tay áo

## Lịch sử phong cấp

### 1935
1. Yakov Alksnis (1897 - 1938)
2. Ioakim Vatsetis (1873 - 1937)
3. August Kork (1887 - 1919)
4. Pavel Dybenko (1889 - 1938)
5. Mikhail Levandovsky (1890 - 1938)
6. Ivan Fedko (1897 - 1939) được thăng Tư lệnh Tập đoàn quân bậc 1 năm 1938
7. Nikolay Kashirin (1888 - 1938)
8. Aleksandr Sedyakin (1893 - 1938)
9. Innokenty Khalepsky (1893 - 1938)
10. Ivan Dubovoy (1896 - 1938)

### 1937
- Mikhail Velikanov (1893 - 1938)
- Grigory Kulik (1890 - 1950), sau thăng Nguyên soái Liên Xô
- Semyon Timoshenko (1895 - 1970), sau thăng Nguyên soái Liên Xô

### 1938
- Aleksandr Loktionov (1893 - 1941), được chuyển cấp Thượng tướng

### 1939
- Iosif Apanasenko (1890 - 1943), được chuyển cấp Thượng tướng, sau thăng Đại tướng
- Oka Gorodovikov (1879 - 1960), được chuyển cấp Thượng tướng;
- Grigory Shtern (1900 - 1941), được chuyển cấp Thượng tướng
- Ivan Zakharkin (1889 - 1944), được chuyển cấp Trung
- Vladimir Kurdyumov (1895 - 1970), được chuyển cấp Trung tướng
- Mikhail Yefremov (1897 - 1942), được chuyển cấp Trung tướng
- Ivan Boldin (1892 - 1965), được chuyển cấp Trung tướng, sau thăng Thượng tướng
- Mikhail Kovalyov (1897 - 1967), được chuyển cấp Trung tướng, sau thăng Thượng tướng
- Ivan Konev (1897 - 1973), được chuyển cấp Trung tướng, sau thăng Nguyên soái Liên Xô
- Kirill Meretskov (1897 - 1968), được chuyển cấp Đại tướng, sau thăng Nguyên soái Liên Xô
- Mikhail Khozin (1896 - 1979), được chuyển cấp Trung tướng, sau thăng Thượng tướng
- Ivan Tyulenev (1892 - 1978), được chuyển cấp Đại tướng
- Vladimir Kachalov (1890 - 1941), được chuyển cấp Trung tướng
- Stepan Kalinin (1890 - 1975), được chuyển cấp Trung tướng

### 1940
- Vladimir Grendal (1884 - 1940), được chuyển cấp Thượng tướng
- Nikolay Voronov (1899 - 1968), được chuyển cấp Thượng tướng, sau thăng Chánh nguyên soái pháo binh;
- Dmitry Pavlov (1897 - 1941), được chuyển cấp Trung tướng, sau thăng Đại tướng
- Yakov Smushkevich (1900 - 1941), được chuyển cấp Trung tướng hàng không.